# Minicia teneriffensis
Minicia teneriffensis is een spinnensoort in de taxonomische indeling van de hangmatspinnen (Linyphiidae).
Het dier behoort tot het geslacht Minicia. De wetenschappelijke naam van de soort werd voor het eerst geldig gepubliceerd in 1979 door Jörg Wunderlich.